# Distretto di Wihan Daeng
Il distretto di Wihan Daeng (in thailandese: วิหารแดง) è un distretto (amphoe) della Thailandia, situato nella provincia di Saraburi.